# Thurzó György (nádor)
Bethlenfalvi gróf Thurzó György (Zsolnalitva, 1567. szeptember 2. – Nagybiccse, 1616. december 24.) nádor, valamint származása alapján Árva vármegye örökös főispánja.

## Élete
Apja, Thurzó Ferenc előbb nyitrai püspök, majd kamarai elnök, árvai örökös főispán. Anyja Zrínyi Kata. 1556-ban Thurzó Ferenc nyitrai püspök a pápát házasságkötésének engedélyezésére kérte. Az ekkor csaknem ötven esztendős Ferenc kiszemeltje Kostka Miklós leánya, Borbála volt. A magyarországi arisztokrácia házasságkötési diplomáciájának ékes példájaként értékelhető házasság hátterében az árvai váruradalom tényleges megszerzése állt. Ezzel Thurzó Ferencnek sikerült érvényesítenie az árvai uradalom feletti azon jogokat, amelyek a fentiekben említett rokonának történt adomány velejárójaként a családot illették. Addigi tényleges gyakorlójuk és kisajátítójuk ugyanis jövendőbelijének apja, Kostka Miklós volt. A házasság megkötését követően megvásárolta Zsolnalitva várát (Trencsén vármegye). Házassága azonban rövidesen tragédiába torkollott. Betegeskedő felesége, Borbála 1562-ben elhunyt. Röviddel ezután Ferenc feleségül vette a későbbi szigetvári hős, Zrínyi Miklós 14 esztendős leányát, Katalint. Ferenc 1574-ben, Zsolnalitván hunyt el. Fia, György Zsolnalitva várában született, apját hétéves korában vesztette el.

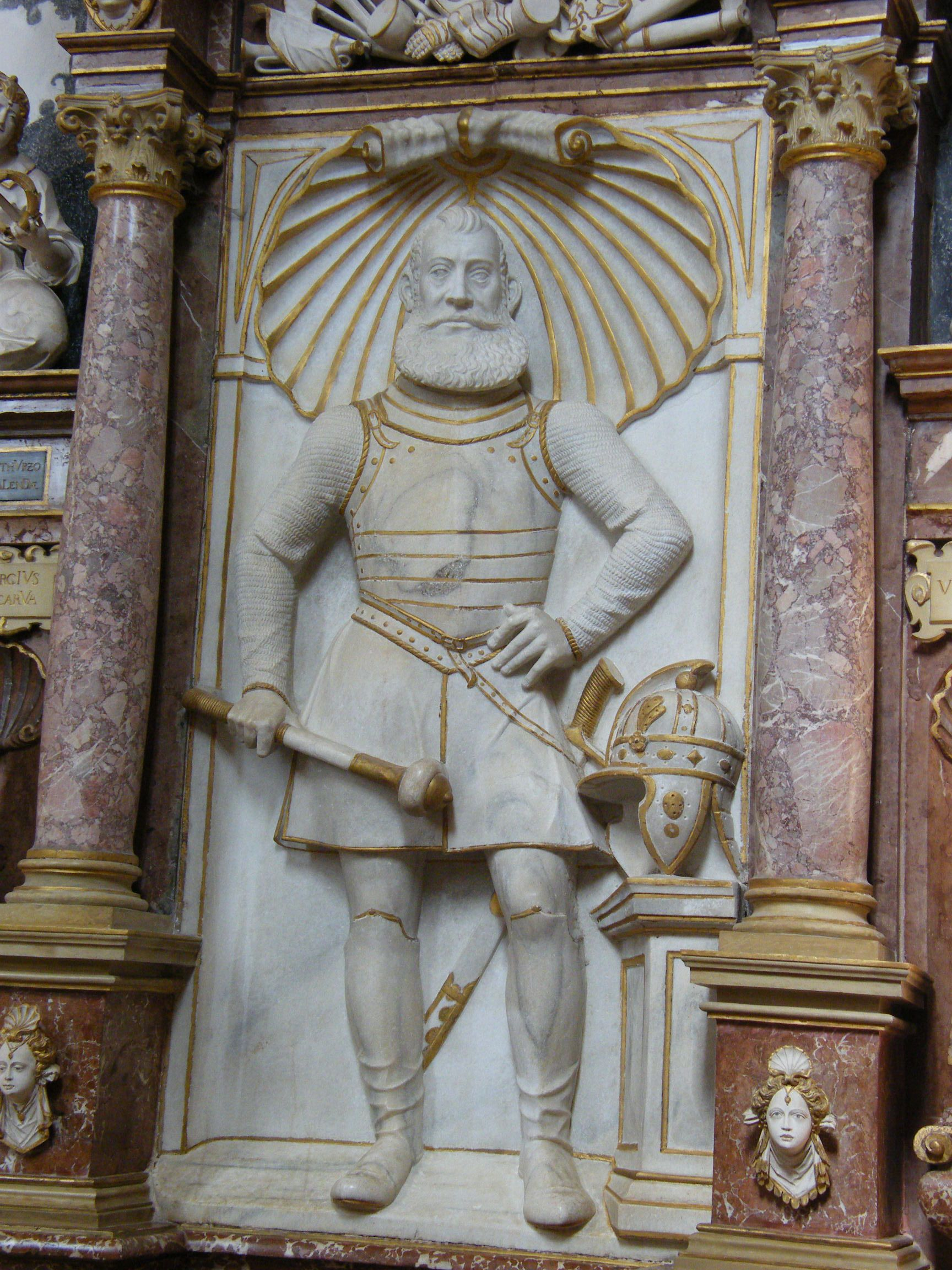
Thurzó György szobra síremlékéről. Árva vára, kápolna (1616)

Apja halála után anyja, majd mostohaapja, Forgách Imre nógrádi főispán nevelte. 1583-ban a gyámi nevelés alól felmentették, a királyi leirat Thurzó Györgyöt a királyi kamara kezelésére bízta és Ernő főherceg, Magyarország akkori főkormányzójának udvarába vitték, hogy ott a katonai és diplomáciai pályára képezzék. 1585-ben anyja halála után mostohaapja kívánságára hazament, átvette vagyona igazgatását és megörökölte árva megyei örökös főispáni címét is. Ekkor vette feleségül, Forgách Zsófiát.
Házasságukból két leány született, de Zsófia a második gyermek világra hozatala után nem sokkal meghalt. 
1590-ben Pálffy Miklós komáromi kapitány mellett segédkezett. 1592-ben Czobor Mihály nádori helytartó lányát, Erzsébetet vette második házastársul. 1593-ban részt vett Székesfehérvár ostromában. 1598-ban királyi tanácsos, 1599-ben főpohárnok volt. Valódi magyar bárói címet a Thurzó családból elsőként 1599. július elsején György szerzett. Egyszerre lett tisztségviselő országbáró és címzetes báró.

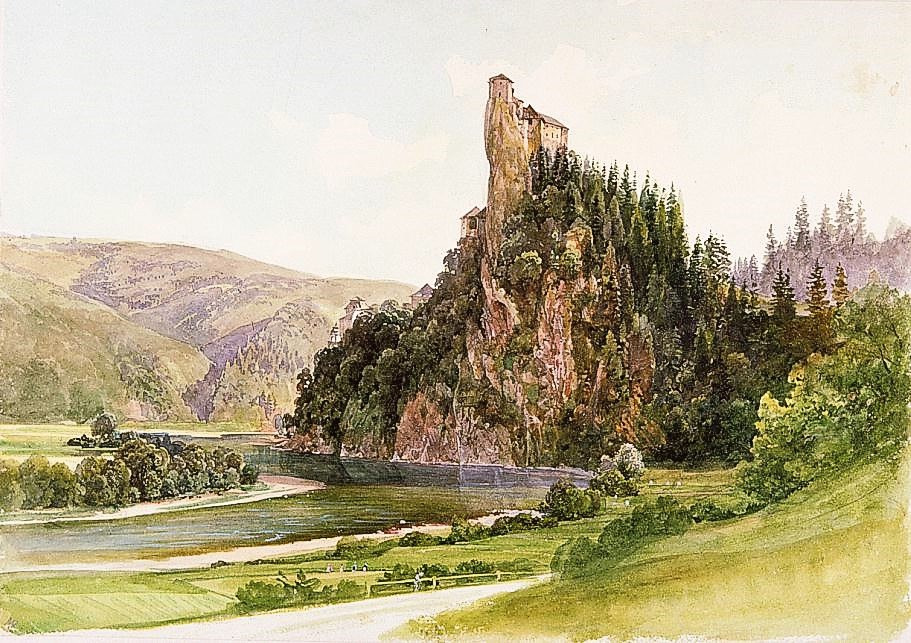
Árva vára. Thomas Ender festménye (1860-as évek)

A Bocskai István vezette felkelés alkalmával hű maradt az Habsburg-házhoz és mindent elkövetett, hogy a fölkelés elterjedését megakadályozza. Rudolf király békebiztosul őt küldte Bocskaihoz. Fáradozásáért Árva várát és uradalmát kapta örökös adományul. 1606-ban nagy szerepe volt a bécsi béke megkötésénél. II. Mátyás magyar királynak bizalmas embere volt, annak terveit igyekezett előmozdítani. 1606. április 10-én grófi méltóságot nyert; ezzel lett Magyarországon az első, aki valaha is grófi címet szerzett az uralkodótól. Illésházy István halála után 1609. december 7-én nádorrá választották. A nádorválasztásnál három idősebb és rangosabb jelölttársa volt, Erdődy Tamás bán, Forgách Zsigmond tárnokmester, és Széchy Tamás, és képes volt a maga mellé állítani a magyar rendiséget.
Mint nádor, a béke embere volt. Buzgó lutheránus volt és következetesen védte a protestánsok érdekeit.  Az osztrák protestánsok sérelmeikkel többször fordultak hozzá s eljárásával mindig meg voltak elégedve. Bethlen Gábornak az ellene felkelt és legyőzött katolikusok ellen hozott erőszakos rendszabályai végrehajtását megakadályozta. 1610-ben az evangélikus egyház szervezése végett Zsolna városában zsinatot tartott. Támogatása révén számos felvidéki diák folytathatta tanulmányait a wittenbergi egyetemen. Több templom alapítása is köthető a nevéhez. Pártolta a hazai irodalmat és bicsei könyvtárának nagy gazdagsága messze földön híres volt  és példaértékkel bírt.

## Levelezése
- Bethlenfalvi gróf Thurzó György levelei nejéhez, Czobor-Szent-Mihályi Czobor Erzsébethez, 1-2.; kiad. Zichy Edmund, tan. Kubinyi Miklós; Athenaeum, Bp., 1876